# 伊朗保守王國
伊朗保守王國（波斯語：ممالک محروسه ایران）或稱波斯保守王國（英格蘭語：Guarded Domains of Persia）是薩法維帝國、阿夫沙爾帝國與桑德帝國的官方和民間通用的國家正式名稱，在薩法維王朝前期至卡扎爾王朝前期的帝國正式行政信件中經常使用。

## 名稱

### 定義
伊朗保守王國的名稱可以拆分成「伊朗」、「保守」和「王國」三個詞，每個詞有單獨的意思，且可以有不同的組成，常見的組成如「伊朗王國」或「保守王國」。

#### 伊朗
伊朗（波斯語：ایران；英格蘭語：Iran）一詞意思是「雅利安人的土地」，在波斯當地的波斯人也稱自己為伊朗人，而在歷史上該地常被稱為波斯，因此波斯與伊朗兩者互為通用，直至1935年，巴勒維王朝為了強化民族認同，將波斯改名為伊朗，並要求國際也改稱波斯為伊朗才漸漸沒有使用波斯一詞。

#### 保守
保守（波斯語：محروسه；英格蘭語：Guarded）一詞在波斯語中有保衛和封閉的意思，主要含義是君主有權力保護領土與民族不受外敵侵犯、侵略與剝奪，因此該詞有時翻譯成封閉、保衛和守護。

#### 王國
王國（波斯語：ممالک；英格蘭語：Domain）一詞在波斯語中除了王國的本意，大致與英格蘭語中的王國（kingdom）一致，亦有國家或國土之意，而在英格蘭語中有領土、疆域、領域或疆土的意思，主要是指君主統治之地。

### 字源
伊朗保守王國的字源來自伊兒汗國的波斯語（ایران‌زمین），直譯為伊朗人的土地。